# Kawe
Kawe – w mitologii irańskiej kowal, który zbuntował się przeciwko Aži Dahace.
Wysłannicy Zahhaka (Aži Dahaka) zabrali ostatniego syna kowala Kawe do pałacu w stolicy. Zrozpaczony Kawe podjął szaleńczą próbę ocalenia syna i samotnie wkroczył do pałacu podczas uroczystości w sali tronowej. W ostrych słowach oskarżył króla-smoka i jego dostojników o spowodowanie swojego nieszczęścia oraz wyraził rzeczywiste uczucia ludu do niego. Przy ogólnej konsternacji zabrał syna i opuścił pałac. Przed bramą przywitał go tłum, uznano go za przywódcę i po otrzymaniu wiadomości o nadejściu Feriduna rozpoczęto powstanie. Po zwycięstwie i obaleniu Aži Dahaki Kawe został dowódcą wojsk Feriduna a dwaj jego synowie - Kobad i Garszap strzegli granic wschodniej i zachodniej.
Na początku walki Kawe zdjął kowalski fartuch i zatknąwszy na pice uczynił z niego sztandar. Odtąd sztandar z wołowej skóry przyozdabiany drogimi kamieniami i perłami towarzyszył królom Iranu idącym do walki (sztandar kawejański).